# Molini di Tures
Molini di Tures (tyska: Mühlen in Taufers) är en by i Trento, Italien. Byn ligger 862 meter över havet och tillhör den administrativa orten Sand in Taufers (Campo Tures).
Det tyska namnet Mühlen syftar på flera kvarnar som finns i byn. Här mals flera sorter korn och sedan 1906 produceras elektricitet i byn.